# 柳士英
柳士英（1893年10月26日—1973年7月15日)，又名飞雄，男，江苏省苏州市人。中国现代建筑师、建筑教育家, 是我国近代建筑教育的创始人。柳士英在中国建筑史上有五大贡献:
- 他是中国近代建筑教育的创始人。
- 他创办的华海建机事务所为中国建筑师自己创办的首批建筑设计事务所之一。
- 他是苏州城市规划的缔造者，为苏州现代城市发展奠定了基础。
- 他发展了湖南大学建筑学科，奠定了湖南现代建筑教育的基础。同时其作品湖南大学早期建筑群于2013年被列入第七批中国重点文物保护单位。
- 他将早期现代主义建筑设计引入中国，这在当时的中国尤为罕见。

## 生平
柳士英幼年丧父，家境贫寒。1907年考入公费的江南陆军学堂。1911年辛亥革命爆发，柳士英随兄柳伯英（同盟会会员 烈士）参加苏州光复活动，组织革命新军，担任北伐先遣营营长，领兵参加会攻南京之役。二次革命失败后，随兄逃亡日本，改名飞雄，于1914年考入东京工业大学。
1920年柳士英毕业回国到上海，初在日人所设的“东亚公司”、“罔野建筑师事务所”任技师。1922年脱离“罔野建筑师事务所”，与留日同学、挚友刘敦桢、王克生、朱士圭诸先生创办“华海建机事务所”, 为中国建筑师自己创办的首批建筑设计事务所之一。第一个设计项目是杭州武林造纸厂。随后的设计项目遍布上海，苏州， 南京， 武汉以及其它城市。
通过几年来的社会实践，柳士英深刻地认识到要发展中国的建筑事业， 仅靠少数留学归来的建筑师是远远不够的， 更重要的是发展中国的建筑教育。1923年柳士英创建了苏州工业专门学校建筑科，这是中国最早的建筑学科, 开创了我国近代建筑教育的先河。首任科主任柳士英是中国近代建筑教育的创始人。自此现代建筑教育在中国逐渐蓬勃发展起来。
1928年苏州建市，柳士英被委任苏州市市政工程筹备处总工程师，并首任苏州市工务局长。在职期间，主持苏州城市建设与规划，制定三横三竖六大干道和外围循环线，整理拓宽旧城街道；修复城内三横四纵河道系统。开辟金门、平门；修筑城市中心通往火车站、通往虎丘风景区交通大道，为苏州市现代城市建设奠定了基础。1930年柳士英受聘执教于上海大夏大学, 上海中华职业教育社创办的上海中华职业学校, 任土木科主任教员。在教学的同时，柳士英还创作了上海中华学艺社, 上海中华职业学校中华堂, 大夏大学校舍新村, 上海王伯群住宅等建筑设计作品。
1934年，柳士英受聘由上海前往内地湖南大学，任湖南大学土木系教授，并先后兼任长沙楚怡工业学校、长沙高等工业学校、长沙公输学校教授，长沙迪新土木建筑公司总建筑师，湖南克强学院建筑系主任、教授。1949年后任湖南大学土木系主任，创办建筑学专业。应当时国家建设急需人才，又创办建筑专科和土木专科。1953年筹建饮誉海内外的中南土木建筑学院，任筹委会主委，一年后任中南土木建筑学院院长。1958年后，先后任湖南工学院院长，湖南大学副校长，高教部教材编审委员会委员等职。曾著有《西洋建筑史》、《五柱规范》、《建筑营造学》、《建筑制图规范》等书。
从20年代到50年代，柳士英共设计了40多件作品，包括长沙电灯公司, 长沙医院, 湖南大学校园规划和大礼堂, 图书馆, 工程馆, 主持武汉华中工学院（现华中理工大学）校园规划及建筑设计。其设计作品清新雅朴，融汇中西，具有鲜明个性及其独特风格。其中八件作品成为国家文物保护遗产。
1973年7月15日柳士英病逝于湖南长沙。

## 建筑思想
1924年柳士英提出建筑“实表现一国之国民性”，即建筑具有民族性。尽管当时许多接受过西方建筑学的中国建筑师普遍具有这种认识，但柳士英是第一个提出此观点之人。他指出了中国传统建筑的造型，布局以及功能所体现的落后文化。正是因为看出了社会文化对建筑的影响，柳士英在看待中国建筑如何发展时指出：“故欲增进吾国在世界上之地位，当从事艺术运动，生活改良。“  柳士英谈话后十年，中国兴起了一场旨在”再造民性“的新生活运动。柳士英的设计风格以现代主义为主, 这在当时是为数不多的。他反对繁缛的装饰，提倡清新简洁的风格。这是他的现代主义设计风格的思想基础。他注重建筑的艺术风格和实用性的统一。二十世纪三四十年代现代主义在中国传播的时候，柳士英是当时为数极少的现代主义建筑师之一。

## 建筑设计作品

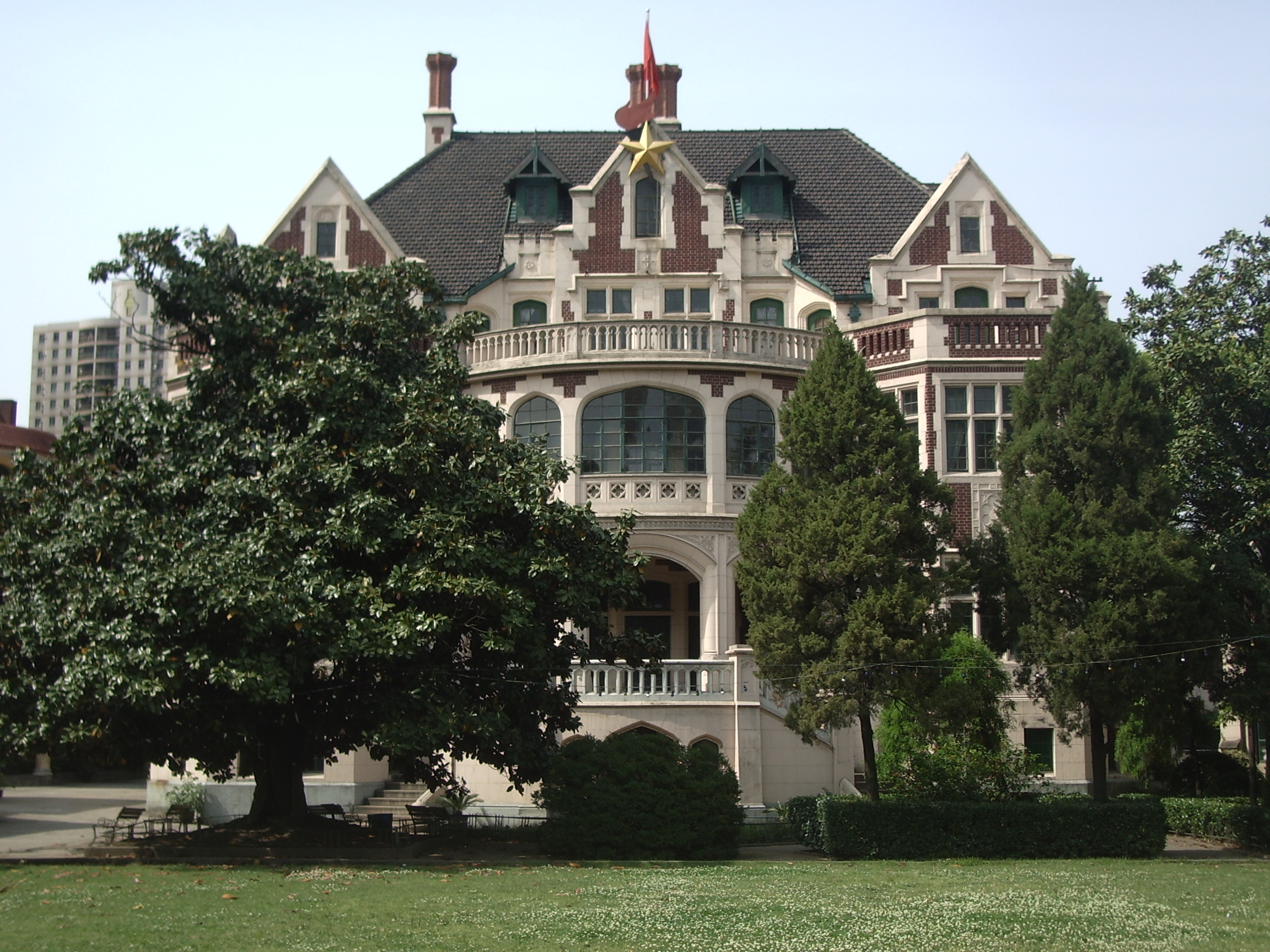
王伯群住宅(今上海市长宁区少年宫)

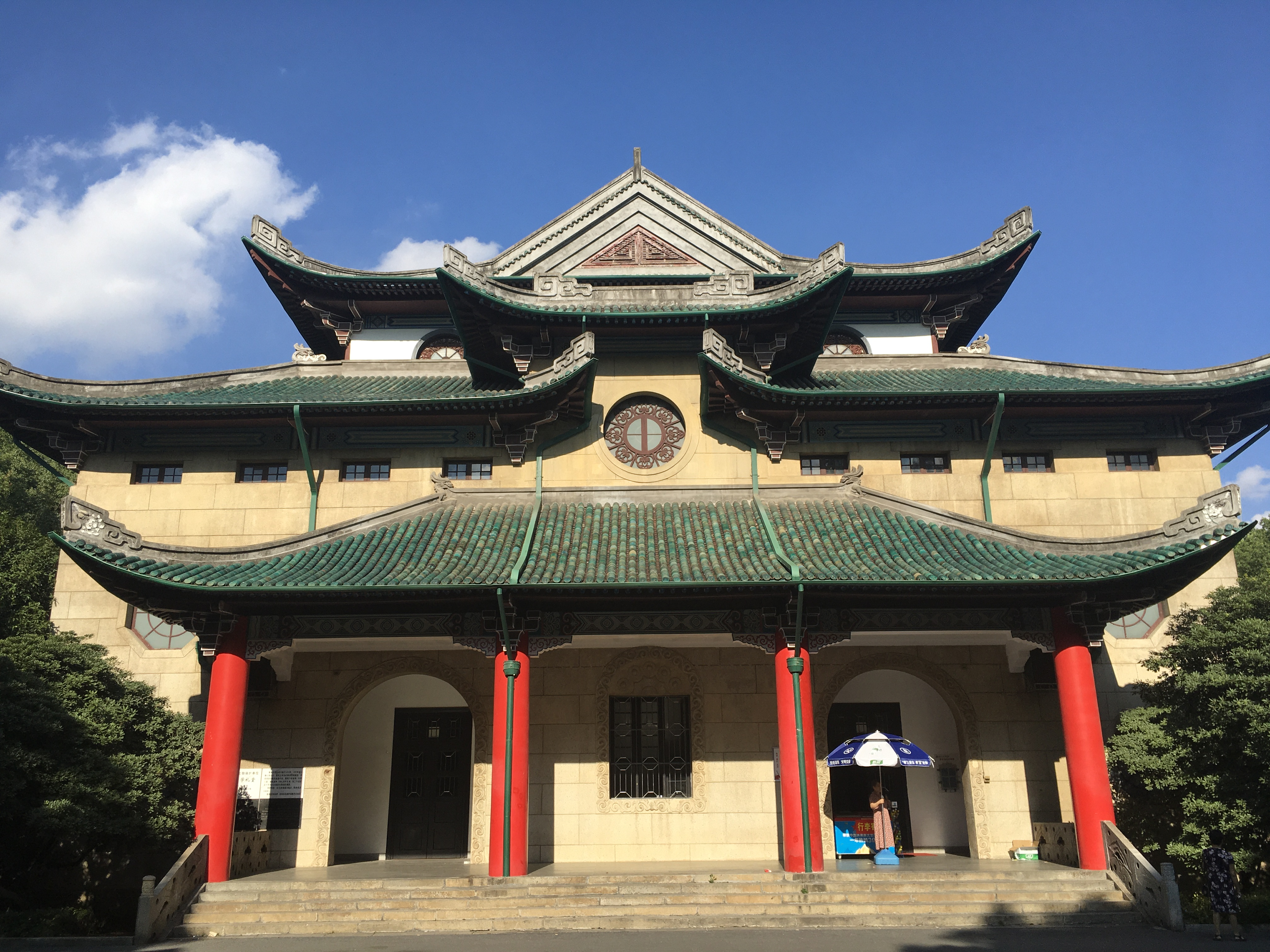
湖南大學大禮堂

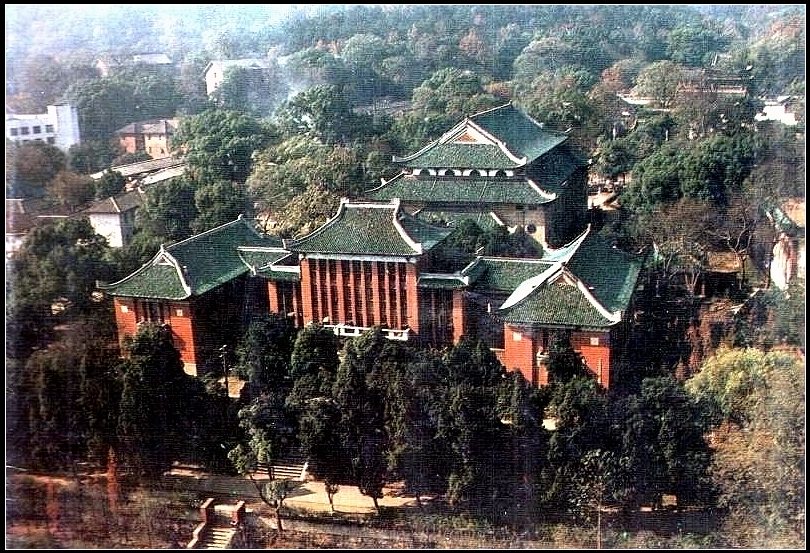
湖南大学图书馆和大礼堂鸟瞰图, 均为柳士英设计

从20世纪20年代初到50年代初的30余年时间里，柳士英共设计了40多座建筑:
- 上海同兴纺织厂: 上海, 1921
- 小学校(名称不明): 上海, 1921
- 电影院(名称不明): 上海, 1921
- 职工宿舍(名称不明): 上海, 1921
- 杭州武林造纸厂: 杭州, 1922
- 南京大高俱乐部: 南京, 1922-1930
- 南京高等工业学校教学楼: 南京, 1922-1930
- 苏州高等工业学校教学楼: 苏州, 1922-1930
- 范补臣住宅: 苏州, 1922-1930
- 芜湖中国银行: 安徽省芜湖市, 1922-1930
- 苏州市城市规划: 苏州, 1926
- 上海中华学艺社(今上海文艺出版社): 上海, 1930
- 上海大厦大学校舍和教员宿舍(今华东师范大学): 上海, 1930-1934
- 上海中华职业学校中华堂: 上海, 1932-1934
- 王伯群住宅(今上海市长宁区少年宫): 上海, 1932-1934
- 长沙电灯公司: 长沙, 1934
- 四省博览会(已毁): 长沙, 1934
- 长沙商务印书馆(今新华书店): 长沙, 1934-1937
- 长沙上海银行(已毁): 长沙, 1934-1937
- 李文玉金号: 长沙, 1934
- 湖南大学战时临时校舍: 湖南省辰溪县, 1937-1945
- 秀山交通银行: 四川省秀山县, 1938
- 中交农四银行金库和职工宿舍: 湖南省洪江县, 1939
- 长沙医院 (已毁): 长沙, 1947
- 蔡馥生住宅: 长沙, 1947
- 湖南大学科学馆改建: 长沙, 1946
- 湖南大学第一学生宿舍: 长沙, 1946
- 湖南大学第二学生宿舍: 长沙, 1946
- 湖南大学第三学生宿舍: 长沙, 1946
- 湖南大学第四学生宿舍(今幼儿园): 长沙, 1947
- 湖南大学第七学生宿舍: 长沙, 1947
- 湖南大学静一斋教员宿舍: 长沙, 1947
- 湖南大学集贤村教员住宅区: 长沙, 1947
- 湖南大学胜利斋教员宿舍: 长沙, 1948
- 湖南大学至善村教员住宅区: 长沙, 1948
- 湖南大学工程馆(今教学北楼): 长沙, 1947-1951
- 湖南大学图书馆(今老图书馆): 长沙, 1950
- 湖南大学大礼堂: 长沙, 1951
- 爱晚亭改建: 长沙, 1951
- 华中理工大学总体规划: 武汉, 1952
- 武汉市政府大礼堂: 武汉, 1953-1954
- 中南民族学院大礼堂: 武汉, 1953-1954